# Salif Sané
Salif Sané, född 25 augusti 1990 i Lormont, är en franskfödd senegalesisk fotbollsspelare som spelar för Libourne. Han har även representerat Senegals landslag. Hans bror, Lamine, är också en fotbollsspelare.

## Karriär
I februari 2024 blev Sané klar för Libourne i franska fjärdedivisionen, där han skrev på ett halvårskontrakt.